# Embrasser le ciel immense
Embrasser le ciel immense (sous-titre : Les secrets du cerveau des génies) est un essai écrit par Daniel Tammet, originellement paru en anglais sous le titre Embracing the Wide Sky. Il est paru en français le 22 janvier 2009, chez les Arènes. L'ouvrage est un ensemble de réflexions au sujet du cerveau, de l'intelligence, de la mémoire, de la créativité, du langage et de la perception, posant des hypothèses sur l'évolution future de l'humanité. Daniel Tammet y livre également des techniques permettant de mémoriser plus facilement des chiffres et des mots.

## Réception critique
L'ouvrage s'est vendu à plus de 80 000 exemplaires en France.

## Éditions
- Daniel Tammet (trad. traduit de l'anglais par Daniel Tammet et Jérôme Tabet), Embrasser le ciel immense : le cerveau des génies [« Embracing the wide sky : a tour across the horizons of the mind »], Paris, Les Arènes, 22 janvier 2009, 1re éd., 331 p., 18 cm (ISBN 2-35204-075-2 et 978-2-35204-075-0, OCLC 470788542, BNF 41430486, SUDOC 131846795, présentation en ligne)